# مقاطعة لوندا سول
لوندا سول هـي أحد مقاطعات أنغولا وتقع في في شمالها الشرقي، يقدر عدد سكانها بحوالي 516 ألف نسمة وتتربع على مساحة قدرها 77636 كم2 وعاصمتها هـي المدينة ساوريمو.

## الموقع الجغرافي
تحدهـا من الشرق جمهورية الكونغو الديمقراطية ومن الشمال مقاطعة لوندا نورتي ومن الغرب مقاطعة مالانجي ومن الجنوب مقاطعة موكسيكو.

## المحافظات
نقسم مقاطعة لوندا سول إلى 4 محافظات هي:
- كاكولو
- دالا
- موكوندا
- سوريمو

## البلديات
وتنقسـم إلى 14 بلدية هـي:
| - ألتو شيكابا - شيلواج - دالا - كاكولو - كوكومبي - مونا-كيمبوندو - موكوندا | - موريـي - سوريمو - سومبو - كساسيني - كازيجي - كاسي سول - لاما كساي |

## روابط خارجية
- الموقـع الرسمـي
- معلومات عـن المقاطعة في موقع إينفـو أنغولا